# Félix Carvallo (beisbolista)
Félix Javier Carvallo Cuenca (nacido en  Barbacoas, Estado Aragua, Venezuela, el 5 de octubre de 1993), es un Lanzador de béisbol profesional, que juega para los Leones del Caracas en la Liga Venezolana de Béisbol Profesional (LVBP).

## Carrera como beisbolista

### 2012
El 1 de junio de 2012, Los Texas Rangers firman a Félix Carvallo con un contrato de Ligas Menores.
El 2 de junio de 2012, Félix Carvallo es asignado a los DSL Rangers de la Dominican Summer League clase Rookie.

### 2014
El 31 de marzo de 2014,	Félix Carvallo es asignado a los Hickory Crawdads de la South Atlantic League Clase A (Media).
El 8 de octubre de 2014, Félix Carvallo es asignado a los Tigres de Aragua de la Liga Venezolana de Béisbol Profesional para la temporada 2014-2015. Jugó 2 partidos, dejando un registro de 0 ganado y 0 perdidos, con un efectividad de 0.00, permitiendo 0 Hit, 0 carreras, 0 jonrones, 0 bases por bolas, ponchó a 0 en 1 entrada y 2/3.

### 2015
El 8 de abril de 2015, Félix Carvallo es asignado a los High Desert Mavericks de la California League Clase A Avanzada (Fuerte).
El 20 de septiembre de 2015, Félix Carvallo es asignado nuevamente con los Tigres de Aragua de la Liga Venezolana de Béisbol Profesional para la temporada 2015-2016. Jugó 5 partidos de los cuales finalizó 2, dejando un registro de 1 ganado y 0 perdidos, con un efectividad de 3.18, permitiendo 8 Hit, 2 carreras, 0 jonrones, 2 bases por bolas, ponchó a 5 en 5 entrada y 2/3.

### 2016
El 7 de noviembre de 2016, Los Tigres de Aragua cambian a Felix Carvallo a Los Leones del Caracas por el infielder (SS) Carlos Peñalver. En la Liga Venezolana de Béisbol Profesional para la temporada 2016-2017. Jugó 16 partidos de los cuales finalizó 2, dejando un registro de 2 ganado y 0 perdidos, con un efectividad de 1.18, permitiendo 10 Hit, 2 carreras, 2 jonrones, 5 bases por bolas, ponchó a 7 en 9 entrada y 1/3.

### 2017
El 9 de octubre de 2017, Felix Carvallo es asignado a Leones del Caracas de la Liga Venezolana de Béisbol Profesional para la temporada 2017-2017. Jugó 7 partidos, dejando un registro de 0 ganado y 0 perdidos, con un efectividad de 13.50, permitiendo 9 Hit, 5 carreras, 1 jonrón, 5 bases por bolas, ponchó a 2 en 3 entrada y 1/3.

### 2018
El 19 de mayo de 2018, Felix Carvallo es asignado a los Wichita Wingnuts de la American Association.
El 13 de octubre de 2018,  Felix Carvallo es asignado a Leones del Caracas de la Liga Venezolana de Béisbol Profesional para la temporada 2018-2019. Jugó 5 partidos de los cuales cerró 1 partido, dejando un registro de 0 ganado y 0 perdidos, con un efectividad de 0.00, permitiendo 4 Hit, 0 carreras, 0 jonrón, 0 bases por bolas, ponchó a 1 en 2 entrada y 1/3.